# Haematopota coolsi
Haematopota coolsi är en tvåvingeart som beskrevs av Leclercq 1966. Haematopota coolsi ingår i släktet Haematopota och familjen bromsar. Inga underarter finns listade i Catalogue of Life.